# Ekarma
Ekarma (en ruso, Экарма, y en japonés, Ekaruma) es una isla rusa en el archipiélago de las Kuriles. Tiene una superficie de 30 km². Pertenece al grupo de las Kuriles septentrionales. 

## Geografía
La isla de Ekarma se encuentra entre las coordenadas geográficas siguientes:
- latitud: 48°55' y 48°58' N,
- longitud: 153°54' y 154°00' E,
- máxima altitud: 1170 m s. n. m.

Al sureste se encuentra la isla Shiashkotán y al oeste el islote de Chirinkotán.
Administrativamente es controlada por el óblast de Sajalín.
- Datos: Q1066434
- Multimedia: Ekarma / Q1066434